# 隆乃若勇紀
隆乃若勇紀（1976年4月2日—），原名尾崎勇記，日本長崎縣北松浦郡生月町（現在平戶市生月町）出身的前大相撲力士。他所屬的相撲部屋是鳴戶部屋，最高位置是東關脇（2003年1月場所、2003年3月場所），身高190cm、體重152kg，血型a型。

## 生涯
隆乃若是職業棒球運動員尾崎龜重的兒子，在他年輕時，他不僅打棒球，還打籃球，為他提供了幾項獎學金。他在他的學校的相撲俱樂部經理的建議下嘗試了相撲。他在於1992年3月加入鳴戶部屋，與未來的關脇若之里忍一起登場。他花了幾年的時間在底層。他於1999年5月晉升到十兩二枚目。
隆乃若一直在幕內級別34個場所，他在2001年5月擊敗橫綱武藏丸光洋贏得了一個金星，還有三個三賞。他最好的表現可能是在2002年11月以小結級別創造了11勝4負的戰績，並贏得了他的第三個敢鬥獎。2003年1月，他被晉升為關脇，並獲得9-6的優異成績，但是在2003年3月的比賽中因為在前一個場所的最後一天受傷而錯過了整個比賽。 結果，他被降到了十砍，雖然他很快回到了幕內級，但他再也沒有達到過三役的等級。在膝蓋處撕裂軟骨後，他的成績出現了下降。他於2006年1月再次降為十兩，並於2007年7月再次降級為無薪的幕下級別。

## 引退
2007年9月22日，隆乃若在退出九月季賽后宣布引退，他的正式退休儀式於2008年2月16日在兩國國技館舉行。他沒有和日本相撲協會年寄一樣，而是完全離開了相撲界。2011年11月30日，他取得地產代理的資格，他也在平戶市開了一家相撲火鍋餐廳。
他於2013年2月結婚。